# San Felipe (Venezuela)
San Felipe un oraș din Venezuela, capitala municipalității San Felipe și a statului Yaracuy. Orașul a fost fondat în 1729 și la momentul actual numără o populație de 103.121 și în zona metropolitană fiind aproximativ 220.786 de locuitori.